# Амітерн
42°24′03″ пн. ш. 13°18′21″ сх. д. / 42.400776° пн. ш. 13.305769° сх. д.

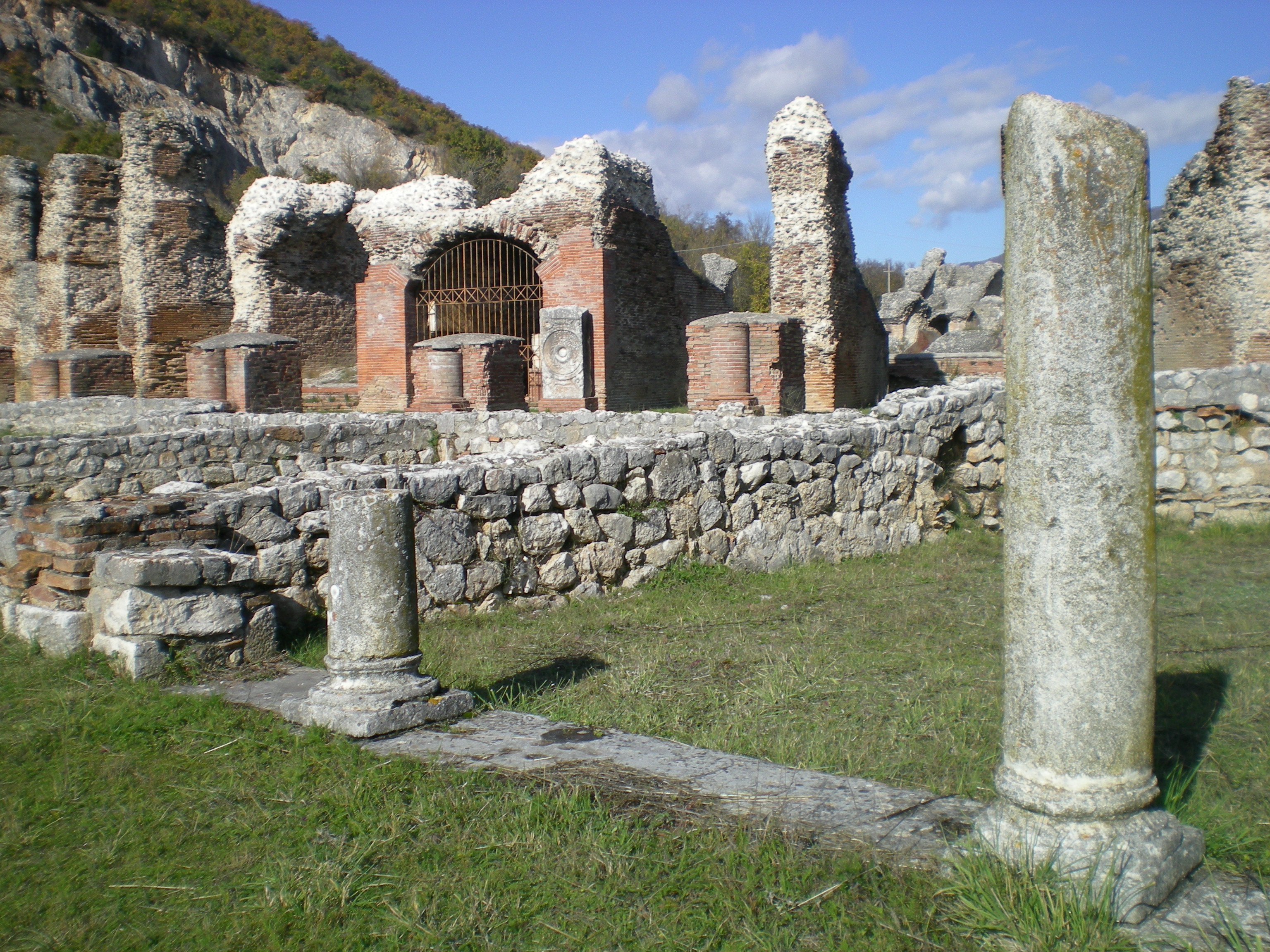
Руїни Амітернума

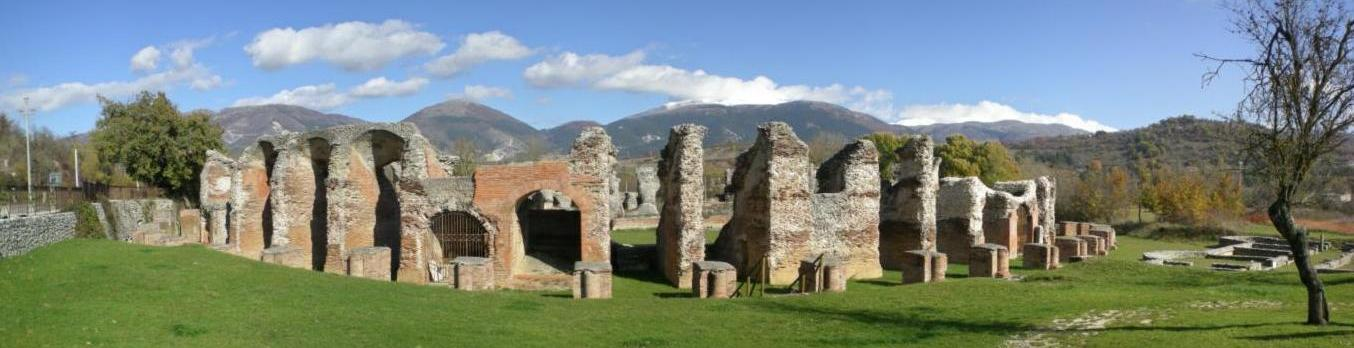
Амфітеатр Амітерно

Амітерно або Амітернум (лат. Amiternum - стародавнє місто у східній частині країни сабінян, що розташований на річці Атерно у регіоні Абруццо сучасної Італії. Всього за дев'ять кілометрів від міста Л'Аквіла. 

## Історія
Місто знаходилося на перетині декількох важливих доріг: дві дороги Via Salaria (Соляний шлях), що йде від Риму на північний схід до Адріатичного моря, а також дороги Via Caecilia і Via Claudia Nova. 
У 293 році до н. е., Під час Самнітской війни, Амітерн було завойовано римськими легіонами якими керував консул Спурія Карвілья, його жителі його були частково знищені, частково звернені до рабства. У той час місто мало значення римської префектурі; залишки амфітеатру і театру є свідченням його колишнього процвітання. Окрім цього, в місті були знайдені християнські катакомби. У 597 році, тут був закатованій язичниками єпископ Цетей. 
У Амітерно в 86 до н. е. народився давньоримський історик Гай Саллюстій. На полях стародавнього Амітерно було знайдено чимало античних предметів, в тому числі ті, що нині знаходяться у Капітолійському музеї в Римі. Наприклад, парне мідне крісло художньої роботи з срібними прикрасами.